# Schloßstraße (Berlin-Steglitz)

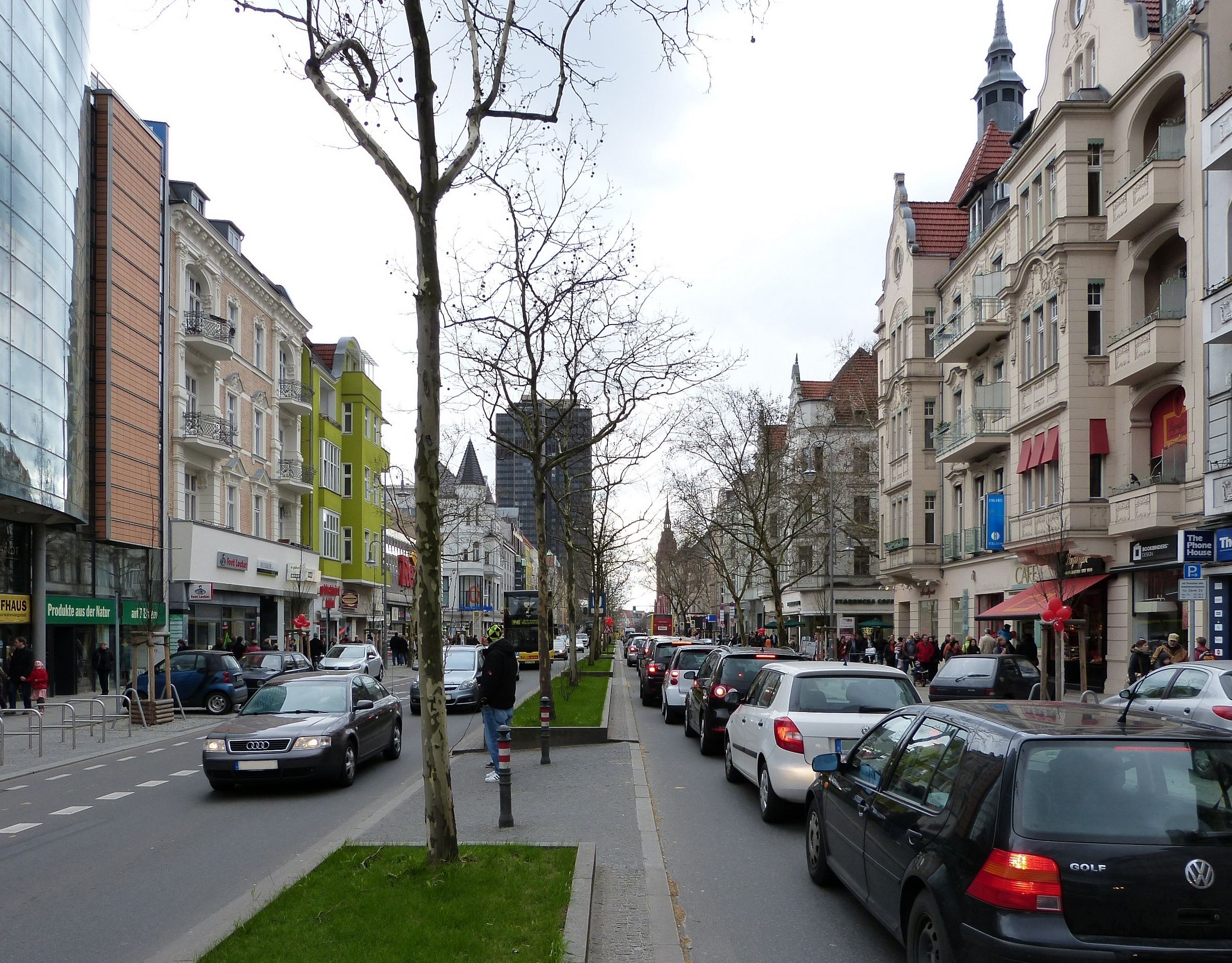
Schloßstraße zwischen Ahorn- und Zimmermannstraße, Blick nach Süden, 2012

Die Schloßstraße ist die Haupteinkaufsstraße des Berliner Ortsteils Steglitz (Bezirk Steglitz-Zehlendorf). Mit über 200.000 m² Verkaufsfläche ist sie der größte Einzelhandelsstandort Berlins und Hauptzentrum für die südwestlichen Bezirke der Stadt.

## Verlauf
Die Straße verläuft über rund 1,7 km in nordöstlich/südwestlicher Richtung durch den Ortsteil. Ihre südliche Fortsetzung ist die Straße Unter den Eichen im Ortsteil Lichterfelde, die nördliche die zum Tempelhof-Schöneberger Ortsteil Friedenau gehörende Rheinstraße. Den Übergang zur Rheinstraße und die Bezirks- sowie Ortsteilgrenze (in Höhe der Bornstraße) bildet der Walther-Schreiber-Platz.
Die Schloßstraße kann über drei U-Bahnhöfe der Linie U9 erreicht werden: U-Bahnhof Rathaus Steglitz, U-Bahnhof Schloßstraße und U-Bahnhof Walther-Schreiber-Platz.
Am Steglitzer Kreisel steht die Friedenseiche, die als Naturdenkmal der Stadt Berlin ausgezeichnet ist.

## Geschichte
Die Schloßstraße ist Teil der alten Straßenverbindung von Berlin nach Potsdam und weiter nach Brandenburg an der Havel. Seit Ende des 18. Jahrhunderts gab es hier eine leistungsfähige Chaussee. Die Berlin-Potsdamer Chaussee war eine der ersten gepflasterten Straßen im Königreich Preußen. Mit dem raschen Wachstum der Gemeinde Steglitz in der wilhelminischen Epoche wurde die Schloßstraße um 1900 zu einer modernen städtischen Hauptstraße ausgebaut.
Seit der reichsweiten Nummerierung der Fernverkehrsstraßen 1932 (ab 1934: Reichsstraßen) war die Schloßstraße Teil der Reichsstraße 1 von Aachen über Berlin und Königsberg nach Eydtkuhnen an der Grenze zu Litauen. Sie entspricht der heutigen Bundesstraße 1. Mit Eröffnung der einen Straßenblock südöstlich verlaufenden A 13 (Teil der geplanten Westtangente, heute: A 103) im Jahr 1968 wurde der Verlauf der B 1 auf die Autobahn verlegt, da diese nun die Funktion der Hauptverkehrsachse übernahm.

## Namensgebung und Schreibweise
Am 18. April 1871 beschloss die Gemeindevertretung der damals selbstständigen Landgemeinde Steglitz die Umbenennung des in ihrem Gebiet liegenden Teils der Provinzialchaussee Berlin-Potsdam in ‚Schloßstraße‘. Deren südlicher Teil trug ursprünglich den Namen Lichterfelder Chaussee. Der neue Name verweist auf das am Ende der einstigen Dorfaue befindliche Steglitzer Schloss. Es wurde 1804 für den Erbherren auf Steglitz, den späteren preußischen Justizminister Carl Friedrich von Beyme, erbaut und ist das historisch wertvollste Gebäude des Ortsteils. Da es später auch Landsitz des preußischen Generalfeldmarschalls Friedrich von Wrangel war, wird es heute auch Wrangel-Schlösschen genannt.
Straßen- und sonstige Eigennamen sind von der Rechtschreibreform von 1996 grundsätzlich nicht betroffen. Da der zuständige Bezirk auf eine Anpassung des Namens verzichtet hat, lautet die korrekte Schreibweise weiterhin Schloßstraße mit „ß“. Einzelne Objekte weichen allerdings, unabhängig von der Rechtschreibreform, von der offiziellen Orthografie ab. So lauten die Stationsschilder im U-Bahnhof Schloßstraße seit der Eröffnung 1974 ‚SCHLOSS-STRASSE‘ (in Versalbuchstaben und Bindestrich, daher mit den Doppel-S korrekt), in Druckwerken der Berliner Verkehrsbetriebe (BVG) wird der Bahnhof allerdings als ‚Schloßstr.‘ bezeichnet. Am Walther-Schreiber-Platz 1 gibt es seit 2007 das (ebenfalls unkorrekt geschriebene) Schloss-Straßen-Center.

## Architektur

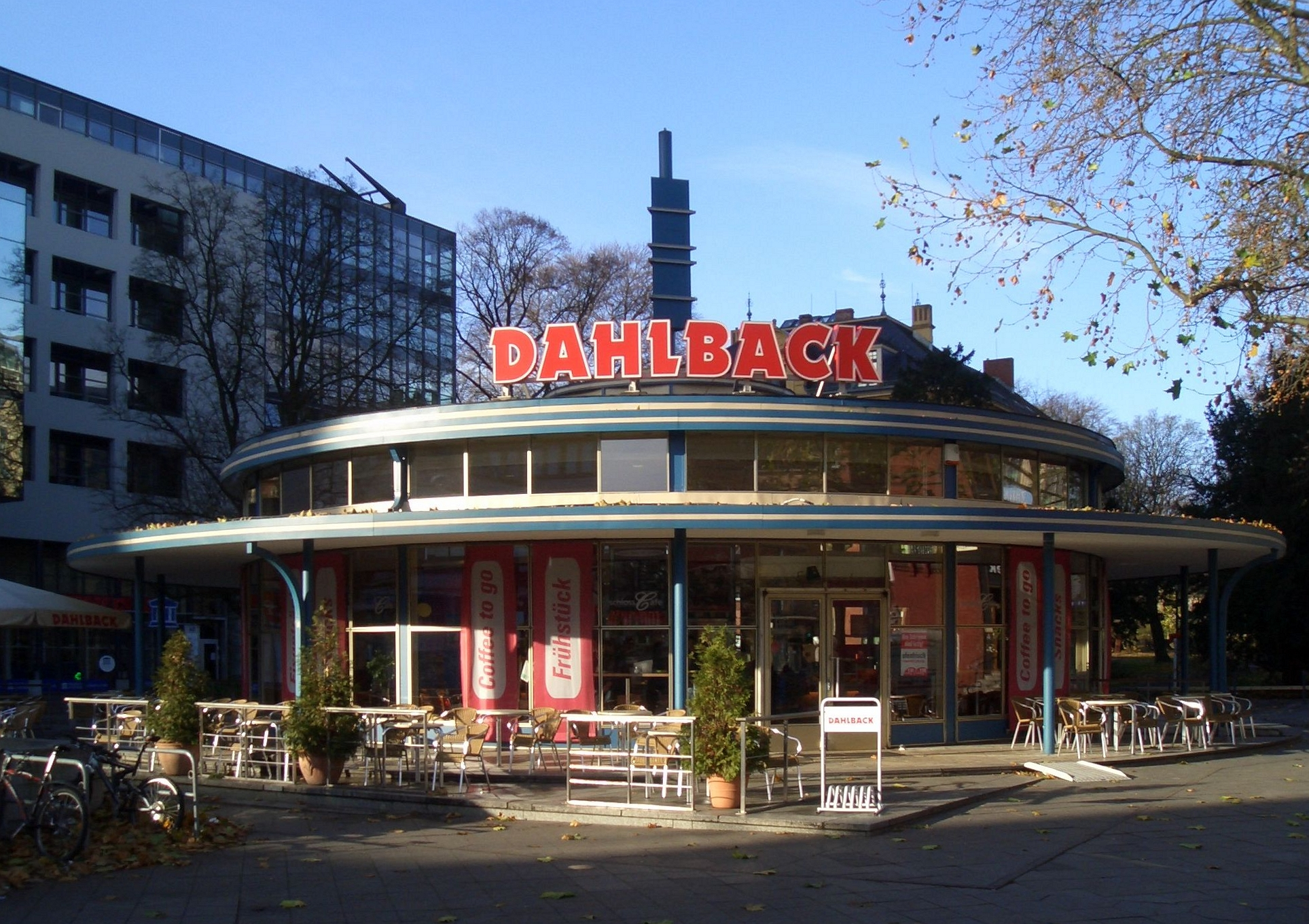
Der ehemalige VW-Pavillon von 1951, seit 1988 unter Denkmalschutz

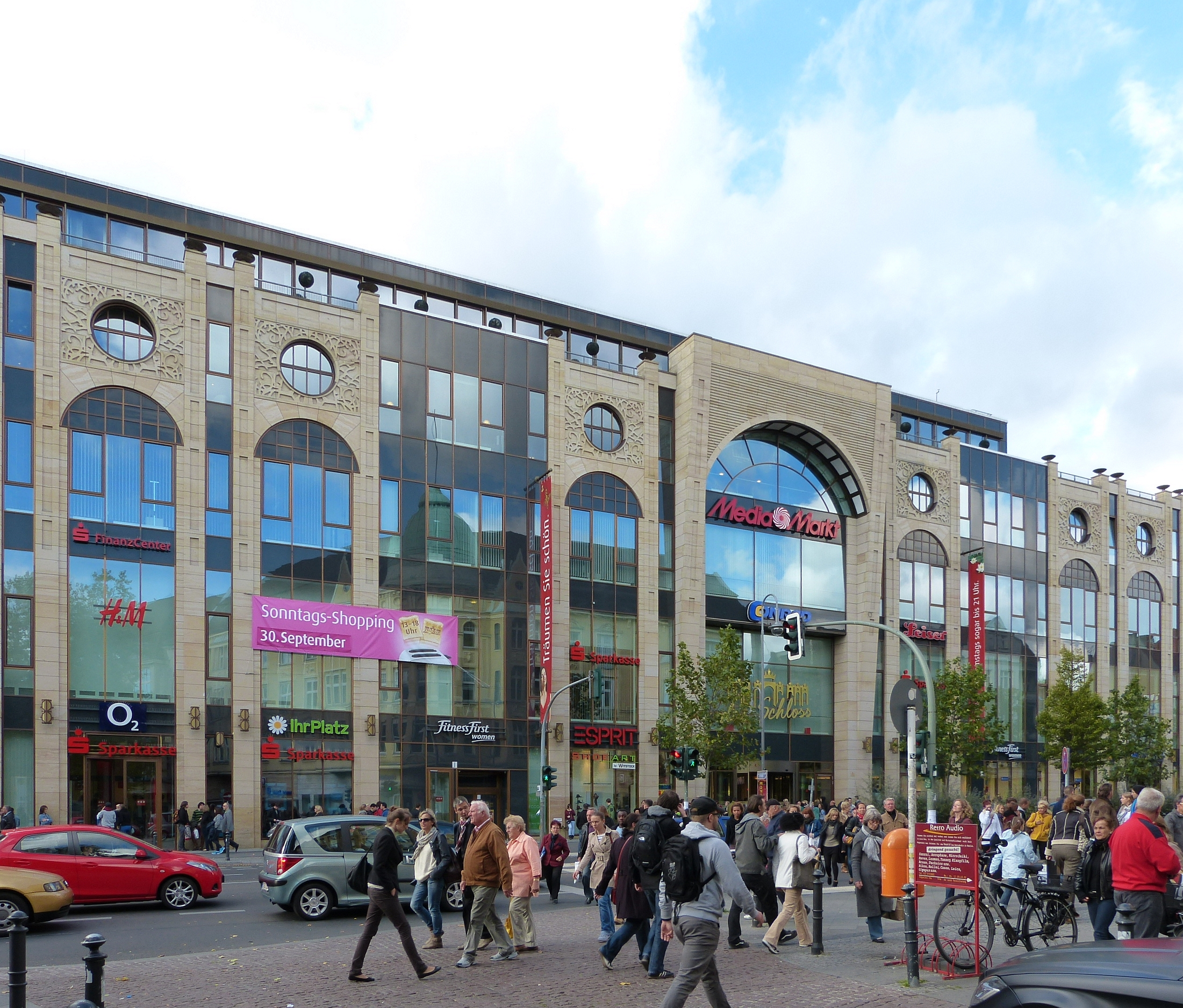
Einkaufszentrum Das Schloss am südlichen Ende der Schloßstraße

Im südlichen Bereich der Schloßstraße, am Hermann-Ehlers-Platz, befinden sich der Steglitzer Kreisel sowie das alte Rathaus Steglitz. Aufgrund von Asbestbelastung soll der Kreisel in naher Zukunft saniert werden, wobei mit Kosten in Höhe von bis zu 100 Millionen Euro gerechnet wird. Die Sanierung des Kreisels ist allerdings umstritten. CDU und FDP drängen auf einen Abriss des Kreisels und einen darauffolgenden Neubau, der dem gewünschten Image der Schloßstraße als attraktive Einkaufsstraße eher gerecht werden soll.
Unmittelbar am alten Rathaus an der Ecke zur Grunewaldstraße wurde im März 2006 Das Schloss eröffnet (der ursprüngliche Planungsname war Schlossgalerie). Auf vier Ebenen werden 36.000 m² Handels-, Freizeit- und Gastronomiefläche sowie rund 12.000 m² Dienstleistungsfläche geboten. Auch die drei Berliner Radiosender 98.8 Kiss FM, 94,3 rs2, und der Berliner Rundfunk 91.4 sind hier eingezogen. Unter vielen Lokalpolitikern ist das Gebäude umstritten, da das Ende der 1960er Jahre erbaute Forum Steglitz, das Kaufhaus Karstadt sowie andere große Einkaufsgebäude bereits existieren und so eine räumliche Überkapazität entstanden ist. Außerdem wird auf die prekäre Verkehrssituation auf der angrenzenden stark befahrenen Kreuzung Schloß-/Grunewald-/Albrechtstraße hingewiesen. Das 1967 eröffnete Karstadt-Haus wurde nach der Schließung im März 2007 abgerissen und 2009 in vergrößerter Form neu eröffnet. Bis Frühjahr 2012 wurde das ehemalige Wertheim-Kaufhaus (1952 erbaut) abgerissen und durch ein neues Gebäude ersetzt. Auf dem gesamten Areal entstand mit rund 76.000 m² das zweitgrößte Einkaufszentrum Berlins. Da die Vorderfront des ehemaligen Wertheim-Hauses unter Denkmalschutz steht, blieb sie erhalten und ist in das neue Gebäude integriert worden. Der Boulevard Berlin wurde am 4. April 2012 eröffnet.

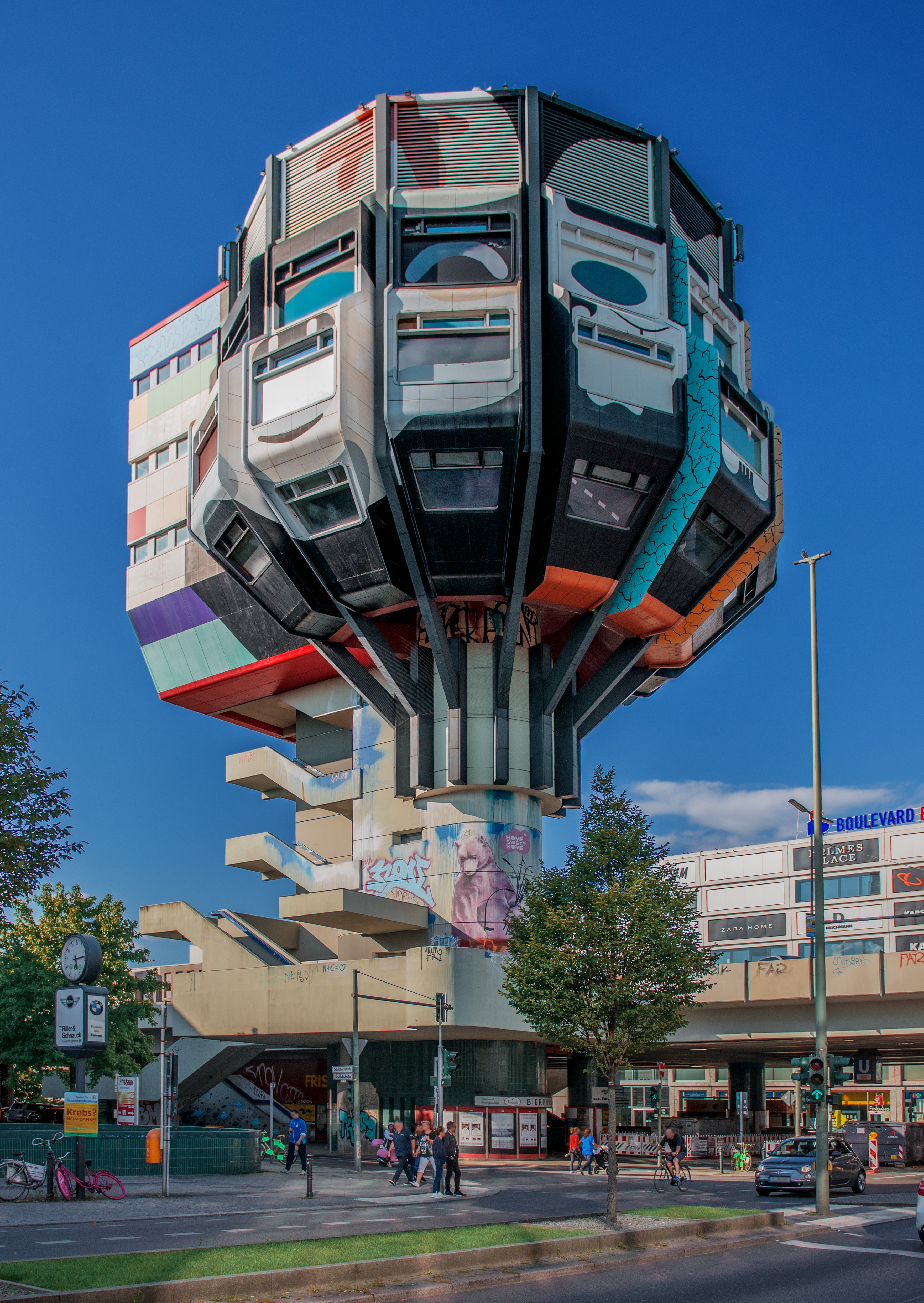
Bierpinsel, 2017

Die in den 1960er Jahren noch existierende Bundesautobahn 104 wurde mit einer Straßenüberbauung für einen Anschluss an die parallel zur Schloßstraße verlaufende Bundesautobahn 103 (Westtangente) vorgesehen. Die 1971 fertiggestellte und nach dem Berliner Politiker Joachim Tiburtius benannte Brücke über die Schloßstraße im Bereich der Kreuzung mit der Schildhornstraße wird aus späterer Sicht von Kritikern teilweise als Bausünde angesehen. Unmittelbar neben einem Brückenpfeiler steht der am 13. Oktober 1976 eröffnete und offiziell als Turmrestaurant deklarierte 46 m hohe Turm, der nach Plänen des Architektenehepaares Ursulina Schüler-Witte und Ralf Schüler errichtet wurde. Er erhielt im Volksmund bald den Namen Bierpinsel, womit auf die Bauform, die Nutzung durch gastronomische Einrichtungen und vor allem auf den Ausschank von Freibier bei der Eröffnung angespielt wird. Es ist ein mit rotem Kunststoffmaterial verkleidetes Turmbauwerk, das auf einem Sichtbeton-Treppenturm ein mehreckiges dreietagiges Häuschen trägt. Der Bierpinsel ist wegen Sanierungs- und Modernisierungsbedarf seit 2002 geschlossen. Im Jahr 2006 erwarben Larissa Laternser und ihre Mutter Tita den Turm. Für die Renovierung fanden sie einige Sponsoren, gesucht wird noch ein Betreiber des Restaurants. Als neue Attraktion ließen die Eigentümerinnen durch drei Street-Art-Künstler den Turm für rund 500.000 Euro im April/Mai 2010 farbig besprühen. Die beauftragten Sprayer Flying Förtress, Honet und Sozyone hatten (fast) freie Motivwahl, allerdings sollten die Darstellungen nach einem Jahr wieder entfernt werden, was aber bislang (Stand: 2012) nicht geschah.

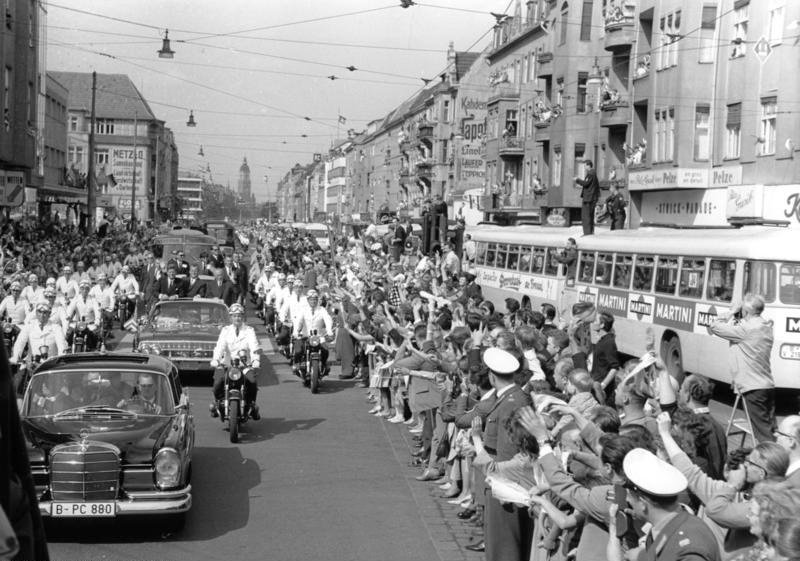
Staatsbesuch von US-Präsident Kennedy 1963. Foto in Höhe des früheren Kaufhauses Wertheim, heute Standort des Boulevard Berlin.

Am nördlichen Ende der Schloßstraße befindet sich der Titania-Palast. Er ist ein traditionsreiches Kino, das vor dem Zweiten Weltkrieg und bis in die 1960er Jahre weit über die Grenzen Berlin hinaus bekannt war. Heute befindet sich in dem Gebäude neben mehreren Geschäften ein modernes Kino mit sieben Sälen unterschiedlicher Größe.
Unmittelbar dahinter wurde 1970 das Forum Steglitz eröffnet. Es stellte zu diesem Zeitpunkt das zweite Einkaufs- und Dienstleistungszentrum nach dem Europa-Center dar. Lange Zeit war es ein Hauptanziehungspunkt der Schloßstraße, doch Anfang der 2000er Jahre ging die Attraktivität des Hauses deutlich zurück. Das lag unter anderem auch daran, dass in den oberen Geschossen Unternehmensketten große Etagenanteile belegten (beispielsweise Karstadt-Sport, WOM, Schaulandt). Damit wurden viele kleinere Geschäfte verdrängt, was wiederum zum Rückgang der Kundenzahlen beitrug. In den Jahren 2005 und 2006 wurde das Forum Steglitz modernisiert, um ein zeitgemäßes Aussehen und eine entsprechende technische Ausstattung zu bieten.
Das gleich neben dem Forum stehende Kaufhaus Hertie (bis in die 1960er Jahre hieß es Kaufhaus Held) wurde 2005 abgerissen. Zwischen dieser Fläche und dem Forum verläuft entlang der Bornstraße die Bezirksgrenze zwischen Steglitz-Zehlendorf und dem Ortsteil Friedenau des Bezirks Tempelhof-Schöneberg. Das für viele Anwohner gefühlsmäßig in der Schloßstraße liegende Kaufhaus befand sich somit an der auslaufenden Ecke Bundesallee und Rheinstraße und damit nicht in Steglitz. Auf dem Gelände wurde Ende März 2007 als weiteres Einkaufszentrum das Schloss-Straßen-Center (SSC) eröffnet. Dieses ist von der Verkaufsfläche deutlich kleiner als das im Süden der Schloßstraße gelegene Einkaufszentrum Das Schloss und wurde als dessen nördlicher Gegenpol konzipiert, um eine gleichmäßigere Verteilung der Besucherströme zu erreichen. Im Zusammenhang mit diesen Arbeiten wurde auch der Walther-Schreiber-Platz umgestaltet. Die ehemals in der Platzmitte befindlichen Bushaltestellen wurden an den Straßenrand verlegt. 
Um die Anziehungskraft, insbesondere des nördlichen Teils der Schloßstraße, als Einkaufsmeile zu erhöhen, wurde vom Stadtplanungsausschuss des Bezirks Steglitz-Zehlendorf der Umbau der Schloßstraße beschlossen. Unter anderem wurde die Straße auf jeweils einen Fahrstreifen für Kraftfahrzeuge und eine Fahrradspur je Fahrtrichtung begrenzt. Die Bauarbeiten wurden 2011 abgeschlossen. Der Durchgangsverkehr wird über die parallel verlaufende Westtangente geleitet.

## Verkehrsanbindungen
Die Schloßstraße wurde fast in ganzer Länge von der Straßenbahn durchfahren. Das Berliner Dampfstraßenbahn-Konsortium nahm 1888 die erste Linie in Betrieb. Die letzte Linie verkehrte 1963.
Neben mehreren Buslinien, die auf der Schloßstraße verkehren, liegen entlang der Straße die drei südlichsten U-Bahnhöfe der Linie U9. Die U-Bahn-Linie unter der Schloßstraße wurde 1974 eröffnet.
Am nördlichen Ende der Schloßstraße liegt der U-Bahnhof Walther-Schreiber-Platz, in der Mitte an der Überbauung der U-Bahnhof Schloßstraße und weiter südlich der U-Bahnhof Rathaus Steglitz, der zudem ein Umsteigebahnhof zur Linie S1 der Berliner S-Bahn – der Wannseebahn – ist. Unweit vom Walther-Schreiber-Platz befindet sich mit dem Bahnhof Feuerbachstraße ein weiterer Bahnhof der Linie S1.